# Anthem (We Are the Fire)
Anthem (We Are the Fire) è un singolo della band thrash metal Trivium, il secondo estratto dall'album del 2006 The Crusade.
Il singolo si è piazzato alla posizione 40 della classifica britannica dei singoli più venduti, alla prima di quella rock e alla 89ª della Mainstream Rock Songs.

## Video musicale
Un video ufficiale è stato pubblicato il 9 ottobre 2006.

## Tracce
1. Anthem (We are the Fire) – 4:03
2. Vengeance – 3:36
3. Broken One – 5:49